# Seznam madžarskih slikarjev
Seznam madžarskih slikarjev.

## A
- Vilmos Aba Novák
- Gyula Aggházy
- Tivadar Alconiere
- Imre Ámos

## B
- Erzsebet F Balogh
- Miklós Barabás
- Jenő Barcsay
- Gyula Benczúr
- István Beöthy?
- Hajnalka Beőthy Élő
- József Borsos
- Sándor Bortnyik
- Samu Börtsök

## C
- István Csók
- Tivadar Csontváry Kosztka (Tivadar Kosztka Csontváry)
- Béla Czóbel (1883–1976)

## D
- Lajos Deák-Ebner
- Gyula Derkovits
- István Dési Huber

## E
- József Egry
- Viktor Erdei
- András Ernszt

## F
- József Faragó
- Adolf Fényes
- Béni Ferenczy
- Károly Ferenczy
- Noémi Ferenczy
- Valér Ferenczy
- Árpád Feszty

## G
- Tamás Galambos (1939-)
- Sándor Galimberti
- Oszkár Glatz
- Endre Göntér (Slovenija: Lendava)
- Lajos Gulácsy
- László Gyémánt

## H
- Simon Hantaï (madž.-francoski)
- Simon Hollósy
- Vilmos Huszár (1884–1960)

## I
- Béla Iványi-Grünwald

## J
- Károly Jakobey (1826-1891)
- Marcell Jankovics (1941)
- Ferenc Joachim

## K
- Tibor Kaján (1921-2016) (grafič. oblik.)
- Ede Kalló
- Janos Kardos (1946-2018, ZDA)
- Bertalan Karlovszky
- Lajos Kassák
- Nándor Katona
- Gusztav Kelety
- György Kepes (1906 – 2001) (madžarsko-ameriški)
- Károly Kernstok
- Károly Kisfaludy
- Károly Klimó
- Péter Kloton
- Imre Kocsis (1937 - 90)
- Szabolcs Kókay (ilustrator)
- Béla Kondor
- Mihály Kovács (slikar)
- Tamás Köves

## L
- Philip Alexius de Laszlo
- Károly Lotz (nem.-madž.)
- Sándor Liezen-Mayer

## M
- Viktor Madarász
- Gustav Magyar-Mannheimer
- Jakab Marastoni
- Béla Máriás (drMáriás)
- Ödön Márffy
- Jenő Maticska
- Nándor Mikola
- László Moholy-Nagy (madž.-nemško-ameriški)
- József Molnár (1821–1899)
- Mihály Munkácsy (1844–1900)

## N
- János Nagy Balogh

## O
- István Orosz (1951)
- Soma Orlai Petrich

## P
- Zsuzsa Péreli
- Bertalan Pór

## R
- István Réti
- József Rippl-Rónai

## S
- Adalbert (Béla) Schäffer
- György Szemadám (1947)
- Pál Szinyei Merse
- Emil Szittya

## T
- Mór Than
- György Tarr (1959)
- János Thorma
- Lajos Tihanyi

## V
- Imre Varga (1923–2019)
- Victor Vasarely (1906–1997) (madžarsko-francoski)
- Ernő Béli Vörös
- Ludvik Vrečič (prekmursko/slov.-madž.)

## W
- Sándor Wagner (madž.-avstr.)?

## Z
- Mihály Zichy
- Sándor Ziffer

## Ž
- Ivan Žabota (slov.-madž.-slovaški)